# Ferrocimento
Ferrocimento é uma técnica de construção em que se aplica uma camada de cimento sobre uma estrutura de ferro, esta feita de vergalhões envoltos por uma tela do metal. Não é tão resistente quanto o concreto armado, mas é uma alternativa de baixo custo em aplicações que não exijam muita resistência. Pode ser aplicado sem o auxílio de máquinas.